# Maison d'Anneville
Le château dit maison d'Anneville est une demeure, des XVIIe et XVIIIe siècles, remplaçant un ancien château fort détruit, qui se dresse, dans le nord Cotentin, sur le territoire de la commune française d'Anneville-en-Saire, dans le département de la Manche, en région Normandie. l'édifice est partiellement inscrit au titre des monuments historiques.

## Localisation
Le château est situé sur la route de Quettehou, à 200 mètres au sud-ouest de l'église Saint-Léger, sur le territoire d'Anneville-en-Saire, dans le département français de la Manche.

## Historique
En 1346, un premier château est ravagé par Édouard III dans le cadre de la guerre de Cent Ans, après son débarquement à la Hougue. Le château actuel date principalement des XVIIe et XVIIIe siècles.

## Description
La « maison d'Anneville », dont la façade principale date du XVIIIe siècle, et sa face arrière du XVIIe siècle a été construit auprès des vestiges d'un vieux château fort. La maison se présente sous la forme d'un long bâtiment haut d'un étage sur rez-de-chaussée avec un avant-corps central à pilastres surmonté d'un fronton triangulaire percé d'un œil-de-bœuf flanqué de deux pavillons en légères saillies à ses extrémités.
Des communs, dont une charretterie à quatre arches en plein cintre reposant sur des colonnes, complètent l'ensemble.

## Protection
Les façades et toitures du château et de ses communs sont inscrites au titre des monuments historiques par arrêté du 5 mai 1975.

## Le château au cinéma
En 1957, le site servi de décor pour des prises de vues extérieures du film d'Alexandre Astruc, avec Maria Schell, Une Vie d'après l’œuvre de Guy de Maupassant.

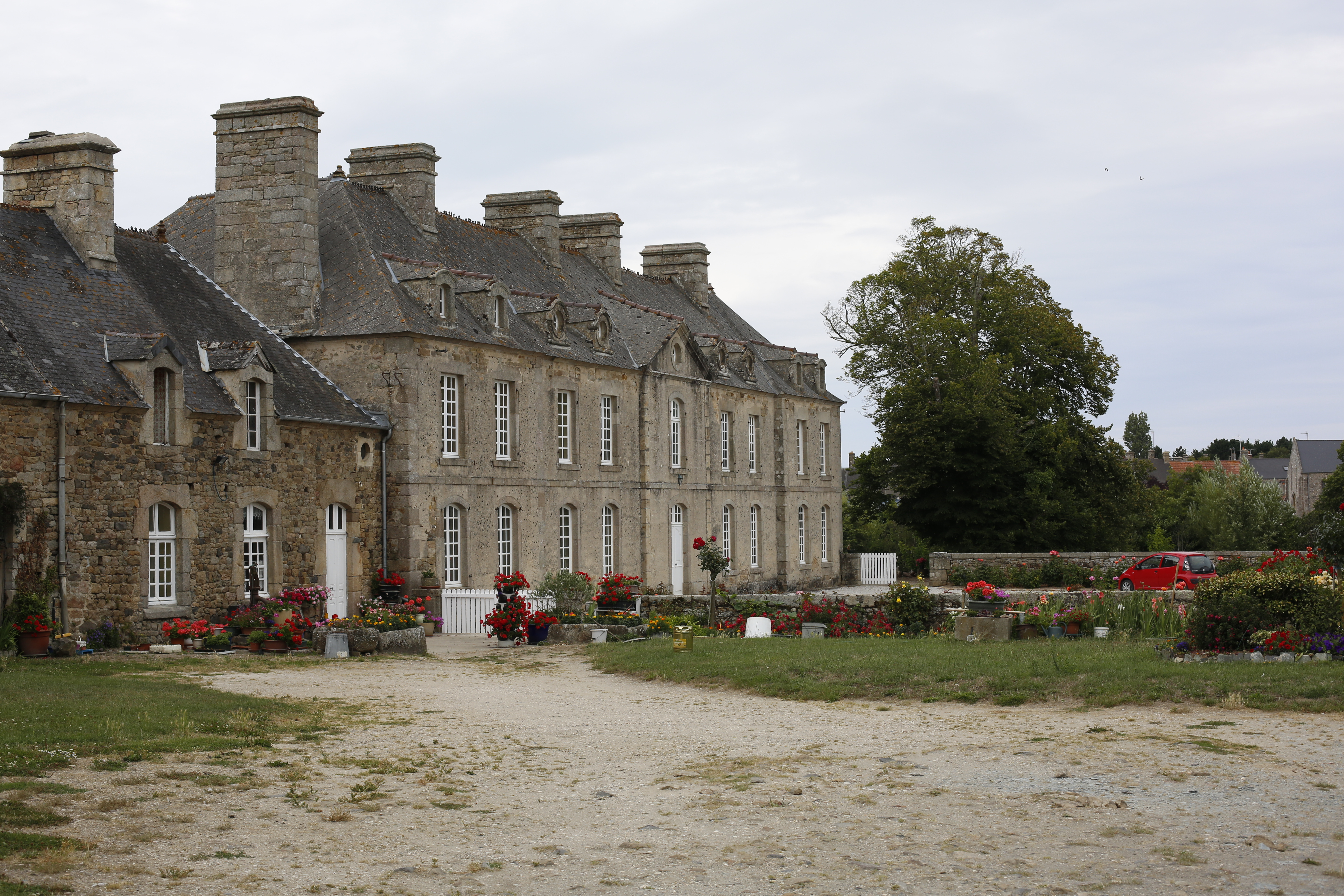
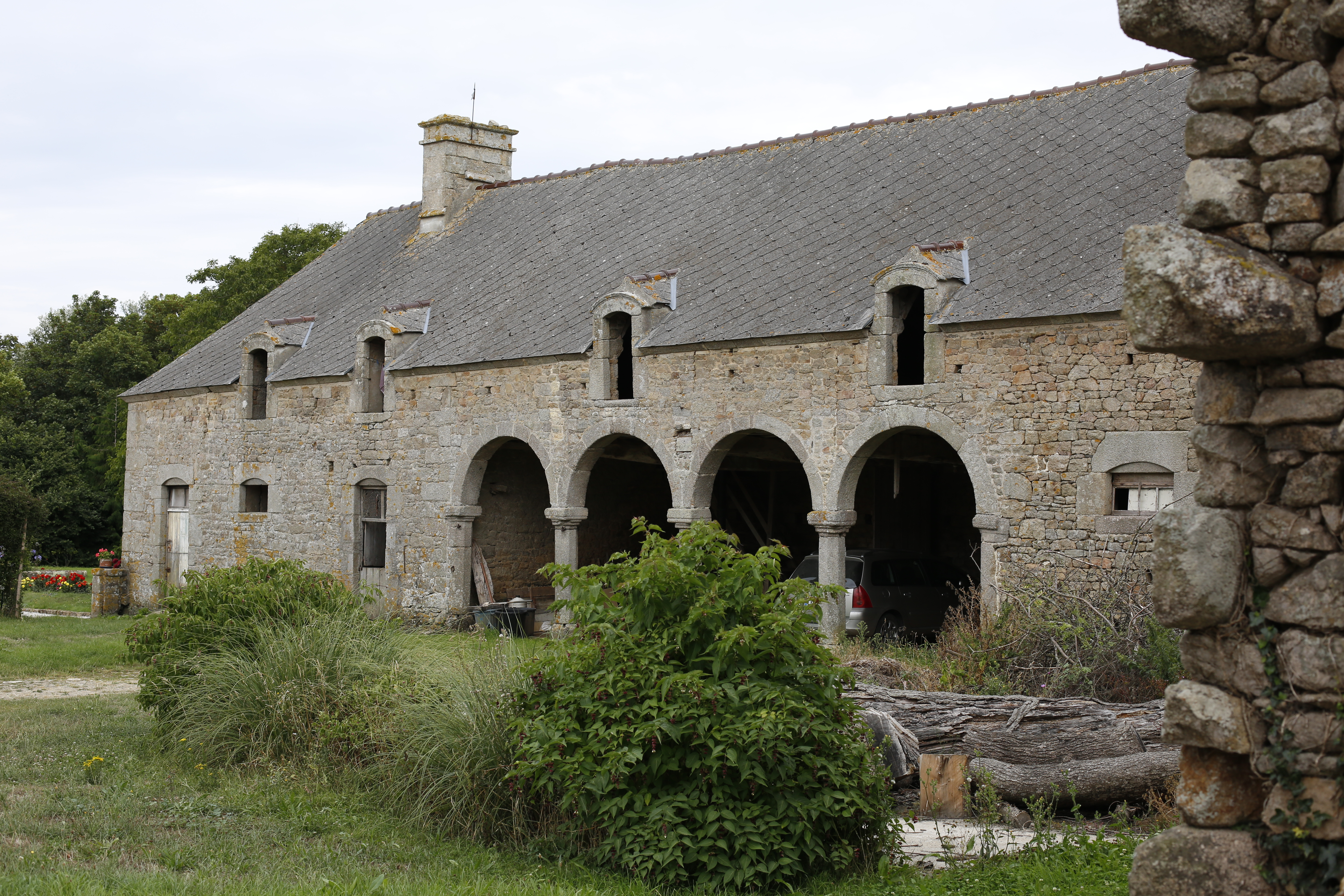
La charretterie à quatre arches.